# Chacras de San Clemente-San Clemente del Tuyú
Se denomina Chacras de San Clemente-San Clemente del Tuyú a la aglomeración urbana que se extiende por las localidades de Chacras de San Clemente (partido de General Lavalle) y San Clemente del Tuyú (partido de La Costa) en la provincia de Buenos Aires.
Con 12 126 habitantes (Indec, 2010) es el 64.° centro urbano más poblado de la provincia de Buenos Aires. En el anterior censo contaba con 11 336 habitantes (Indec, 2001), lo que representa una variación intercensal del 6.96 %.
| Localidad               | Partido         | Población (1991) | Población (2001) | Población (2010) | Variación intercensal (2001-2010) |
| ----------------------- | --------------- | ---------------- | ---------------- | ---------------- | --------------------------------- |
| Total                   |                 | 7 987            | 11 336           | 12 126           | 6.96 %                            |
| Chacras de San Clemente | General Lavalle | [ 4 ]            | 162              | 12 126           | 6.96 %                            |
| San Clemente del Tuyú   | La Costa        | 7 987            | 11 174           | 12 126           | 6.96 %                            |